# 陽光海岸區政府

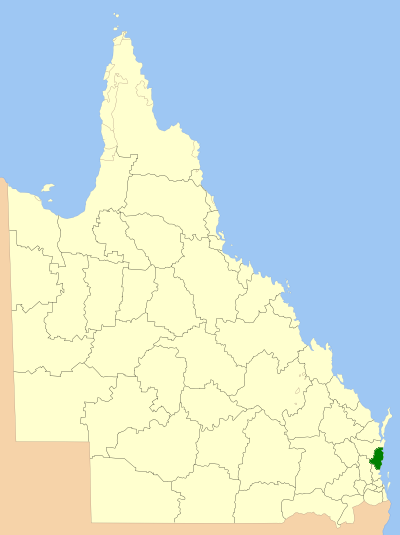
「陽光海岸區」位置圖

陽光海岸區政府（英語：Sunshine Coast Region）是澳大利亞昆士蘭州成立於2008年3月的一個地方政府，轄境有3,126平方公里，統轄著昔時的「卡龍卓市」、「馬蘆奇郡」與「努沙郡」；預估每年盈餘有澳幣2億9,700萬。根據2006年的人口調查，道路建設有4,194公里長，海岸線有211公里，居民逾29萬人。

## 議會
陽光海岸區議會有議席12座，全市分12選區，各區選出議員1名代表納稅人問政。區長為直選，2008至2009年度預算有澳幣6億7,300萬。

## 外部連結
- 陽光海岸區政府 （页面存档备份，存于）
- 昆士蘭州選舉委員會－互動地圖